# Piero Marsili Libelli
Piero Marsili Libelli (Firenze, 14 dicembre 1947) è un fotografo e fotoreporter italiano.

## Biografia
Inizia la sua professione negli anni settanta a Milano, collaborando con il Corriere della Sera alla cronaca nera. In seguito si trasferisce a Roma, dove inaugura una collaborazione col settimanale L'Espresso, occupandosi del teatro d'avanguardia. Nella capitale lavora con grandi registi come Michelangelo Antonioni, Francesco Rosi, Giuliano Montaldo, Marco Ferreri e recentemente con Vittorio Storaro al film Caravaggio. Realizza una mostra fotografica sul cinema per il Lincoln Center di New York. 
Inizia poi a viaggiare, realizzando grandi reportage in diversi paesi, tra cui l'Africa, l'India, il Giappone, il Pakistan. Nel 1982 documenta a Belfast i funerali di Bobby Sands e la guerriglia urbana dell'IRA e successivamente si trova in Libano. Nel dicembre del 1989 fotografa la rivoluzione rumena a Bucarest e poco dopo il Kosovo. Da questi lavori sono nate importanti mostre e la serie di performance intitolata La Camera Chiara e inaugurata ad Amsterdam, prima sul tema della lotta dell'IRA, poi sulla guerra in Afghanistan, di cui aveva realizzato un reportage nel 2003.
Le sue foto sono state pubblicate da diversi giornali di prestigio nel mondo, tra cui il New York Times, il Newsweek, L'Espresso, il Paris Match ed esposizioni delle sue foto sono state realizzate a San Paolo del Brasile, Amsterdam, Madrid, New York, Milano, Yerevan.
Ha presentato al Festival Internazionale di Yerevan, in Armenia, una mostra di fotografie inedite su Michelangelo Antonioni, con il contributo di Wim Wenders e Tonino Guerra.
Piero Marsili Libelli non può essere identificato in una precisa categoria di fotografi. Il suo campo d'azione riguarda tutti gli aspetti dell'umanità, catturati dal suo occhio in ogni circostanza, dal dramma al piacere e da diversi punti di vista.